# Абердин (Северна Каролина)
Абердин (енгл. Aberdeen) град је у америчкој савезној држави Северна Каролина.

## Демографија
По попису из 2010. године број становника је 6.350, што је 2.95 (86,8%) становника више него 2000. године.
| Група             | 2000.         | 2010.         |
| Белци             | 2.428 (71,4%) | 4.116 (64,8%) |
| Афроамериканци    | 740 (21,8%)   | 1.566 (24,7%) |
| Азијати           | 41 (1,2%)     | 113 (1,8%)    |
| Хиспаноамериканци | 135 (4,0%)    | 323 (5,1%)    |
| Укупно            | 3.400         | 6.350         |